# Kong Frederik IX's hæderspris for fortjenstfuldt eksportarbejde
Kong Frederik IX's hæderspris for fortjenstfuldt eksportarbejde er en ærespris stiftet ved kongelig resolution i 1970 og i dag administeret af Danmarks Eksportråd, der tildeles personer eller virksomheder, der har udmærket sig ved en særlig god indsats for dansk eksport af varer eller tjenesteydelser. Der uddeles hvert år en pris til flere forskellige virksomheder.
Virksomhederne skal opfylde et af flere kriterier for at modtage prisen. Et kriterium er, at virksomheden har haft en væsentlig og vedvarende forøgelse af eksporten over en tre-årig periode, et andet at den er kommet ind på et særligt vanskeligt marked. 
Hædersprisen blev indstiftet i 1970 ved en kongelig resolution med det formål at fremme, understøtte og opmuntre eksporten af danske varer og tjenstydelser. Prins Henrik var formand for priskomitéen.
Med prisen får modtageren et diplom og en skulptur, som er inspireret af hædersprisens symbol, et splitflagmotiv. Både diplom og skulptur er formgivet af designeren Poul Pedersen.

## Prismodtagere
Nedenstående er en ikke komplet liste over prismodtagere.
| 2017 - 31. maj på den Danske Ambassade i Oslo | Øwre-Johnsen AS                                             | Norsk teknisk handelsvirksomhed som i mere end 50 år har solgt danske tekniske produkter som CJC Olie-filtrering, instrumentering og automatik fra Tempress og Danfoss. |
| 2014 - 26. juni på Kongeskibet Dannebrog      | Zebra A/S                                                   | |
| 2014 - 26. juni på Kongeskibet Dannebrog      | Arla Foods a.m.b.a                                          | |
| 2014 - 26. juni på Kongeskibet Dannebrog      | Weibel Scientific A/S                                       | |
| 2014 - 26. juni på Kongeskibet Dannebrog      | Dansk Smykkekunst A/S                                       | |
| 2014 - 26. juni på Kongeskibet Dannebrog      | 3Shape Holding A/S                                          | |
| 2013 - 21. juni på Kongeskibet Dannebrog      | Sæby Fiske-Industri A/S                                     | Europas største privatejede fiskekonserves virksomhed |
| 2013 - 21. juni på Kongeskibet Dannebrog      | NOVASOL A/S                                                 | Markedsledende sommerhusudlejningsvirksomhed i Europa |
| 2013 - 21. juni på Kongeskibet Dannebrog      | Hans Jensen Lubricators A/S                                 | Internationalt førende inden for udvikling, fremstilling og service af cylindersmøresystemer til den maritime industri og til kraftværksektoren                         |
| 2013 - 21. juni på Kongeskibet Dannebrog      | Jensen Seeds A/S                                            | Verdens største spinatfrøproducent |
| 2013 - 21. juni på Kongeskibet Dannebrog      | Kopenhagen Fur                                              | Verdens største auktionshus for pelse |
| 2012 - 13. juni på Fredensborg Slot           | Power Stow A/S                                              | Designer og producerer transportsystemer til bagage- og godshåndtering i lufthavne                                                                                      |
| 2012 - 13. juni på Fredensborg Slot           | Orana A/S                                                   | Sælger industrifrugt til mejerier, bagerier og juiceproducenter på mere end 40 markeder                                                                                 |
| 2012 - 13. juni på Fredensborg Slot           | Danish Crown                                                | Fremtrædende position på verdensmarkedet og står for 4-5 procent af Danmarks samlede vareeksport                                                                        |
| 2012 - 13. juni på Fredensborg Slot           | Ib Andresen Industri A/S                                    | International underleverandørvirksomhed med speciale i bearbejdning af stål og metaller blandt andet til energisektoren                                                 |
| 2012 - 13. juni på Fredensborg Slot           | Siemens Wind Power A/S                                      | Verdensførende på sit område og samtidig markerer Danmarks position inden for energi og miljø                                                                           |
| 2011 - 20. september på Fredensborg Slot      | Uhrenholt A/S                                               | Global fødevarevirksomhed inden for seafood-, mejeri- og kødleverancer                                                                                                  |
| 2011 - 20. september på Fredensborg Slot      | Designit A/S                                                | Løser designopgaver inden for alle aspekter af strategisk design |
| 2011 - 20. september på Fredensborg Slot      | Ib Laursen ApS                                              | Nordens førende grossist inden for gaveartikler, interiør og brugskunst                                                                                                 |
| 2011 - 20. september på Fredensborg Slot      | Foss A/S                                                    | Udvikler og producerer analyseinstrumenter til den farmaceutiske og kemiske industri samt til landbrugs- og fødevareindustrien                                          |
| 2011 - 20. september på Fredensborg Slot      | Aalborg Engineering A/S                                     | Fremstiller kedler, som bruges til at genanvende varmen fra turbiner og andre varmeproducerende anlæg                                                                   |
| 2010                                          | Henning Larsen Architects Milestone Systems A/S             | |
| 2009                                          | KR Wind A/S                                                 | |
| 2009                                          | Fiberline Composites A/S                                    | |
| 2009                                          | Gartneriet PKM A/S                                          | |
| 2009                                          | LOGSTOR A/S                                                 | |
| 2009                                          | Nissens A/S                                                 | |
| 2008                                          | EC Power                                                    | |
| 2008                                          | FLSmidth                                                    | |
| 2008                                          | Tican                                                       | |
| 2008                                          | SimCorp                                                     | |
| 2008                                          | Omme Lift                                                   | |
| 2007 - 11. juni                               | Jysk                                                        | |
| 2005                                          | VTI Vinderup Træindustri                                    | |
| 2001                                          | DFDS                                                        | |
| 2001                                          | Reson                                                       | |
| 2001                                          | Velux                                                       | |
| 2001                                          | Flexa Møbler                                                | |
| 2001                                          | Dyrberg/Kern                                                | |
| 2001                                          | Tulip International                                         | |
| 2000 - 13. juni på Fredensborg Slot           | Løvens kemiske Fabrik                                       | |
| 2000 - 13. juni på Fredensborg Slot           | LINAK A/S                                                   | |
| 2000 - 13. juni på Fredensborg Slot           | Widex ApS                                                   | |
| 2000 - 13. juni på Fredensborg Slot           | E.J. Badekabiner A/S                                        | |
| 2000 - 13. juni på Fredensborg Slot           | Baby Dan A/S                                                | |
| 1999 - på Amalienborg Slot                    | Memory Card                                                 | |
| 1997 - 27. maj på Fredensborg Slot            | Martin Gruppen                                              | |
| 1990                                          | E. Pihl & Søn A/S                                           | |
| 1980                                          | Carl Bro Gruppen (i dag Grontmij) ASA-LIFT A/S              | . ASA-LIFT is a leading international company developing, producing and distributing vegetable harvesters                                                               |
| 1975                                          | Egedal Maskinfabrik (Ellen Jensen / Morten A. Christiansen) | |
|                                               |                                                             | |